# Veszkény
Veszkény é um município da Hungria, situado no condado de Győr-Moson-Sopron. Tem 10,35 km² de área e sua população em 2015 foi estimada em 931 habitantes.